# Strandängsgräshoppa
Strandängsgräshoppa (Chorthippus albomarginatus) är en art i insektsordningen hopprätvingar som tillhör familjen markgräshoppor.

## Kännetecken
Denna art uppvisar stor variation i utseendet med avseende på färgteckningen, som hos olika individer beroende på livsmiljön kan skifta från mörkt grönaktig till ljust brunaktig, eller en blandning av dessa färger. Honan har en kroppslängd på 18 till 21 millimeter, hanen är mindre och har en kroppslängd på 13 till 15 millimeter. Förutom på storleken kan könen också skiljas åt genom att honans framvingar är smalare än hanens och har en gulvit linje längs framkanten.

## Utbredning
Utbredningsområdet för arten omfattar delar av Europa och tempererade Asien.

## Levnadssätt
Gräsmarker med något högre vegetation, som fuktiga ängar, betesmarker, sanddynsområden i kusttrakter och strandängar hör till de områden där denna art förekommer.
Fortplantningen sker i slutet av sommaren till tidig höst. Under varma och soliga dagar spelar hanen spelar för att locka till sig honor. Friarsången består av en uppsättning upprepade korta, svirrande ljud, till en början hörbara för en människa på omkring 10 till 20 meters håll. När hanen befinner sig i närheten av honan blir sången lägre.
Efter parningen lägger honan ägg i marken, vilka efter övervintringen kläcks till nymfer i början på nästa sommar.